# Enrico Fumia

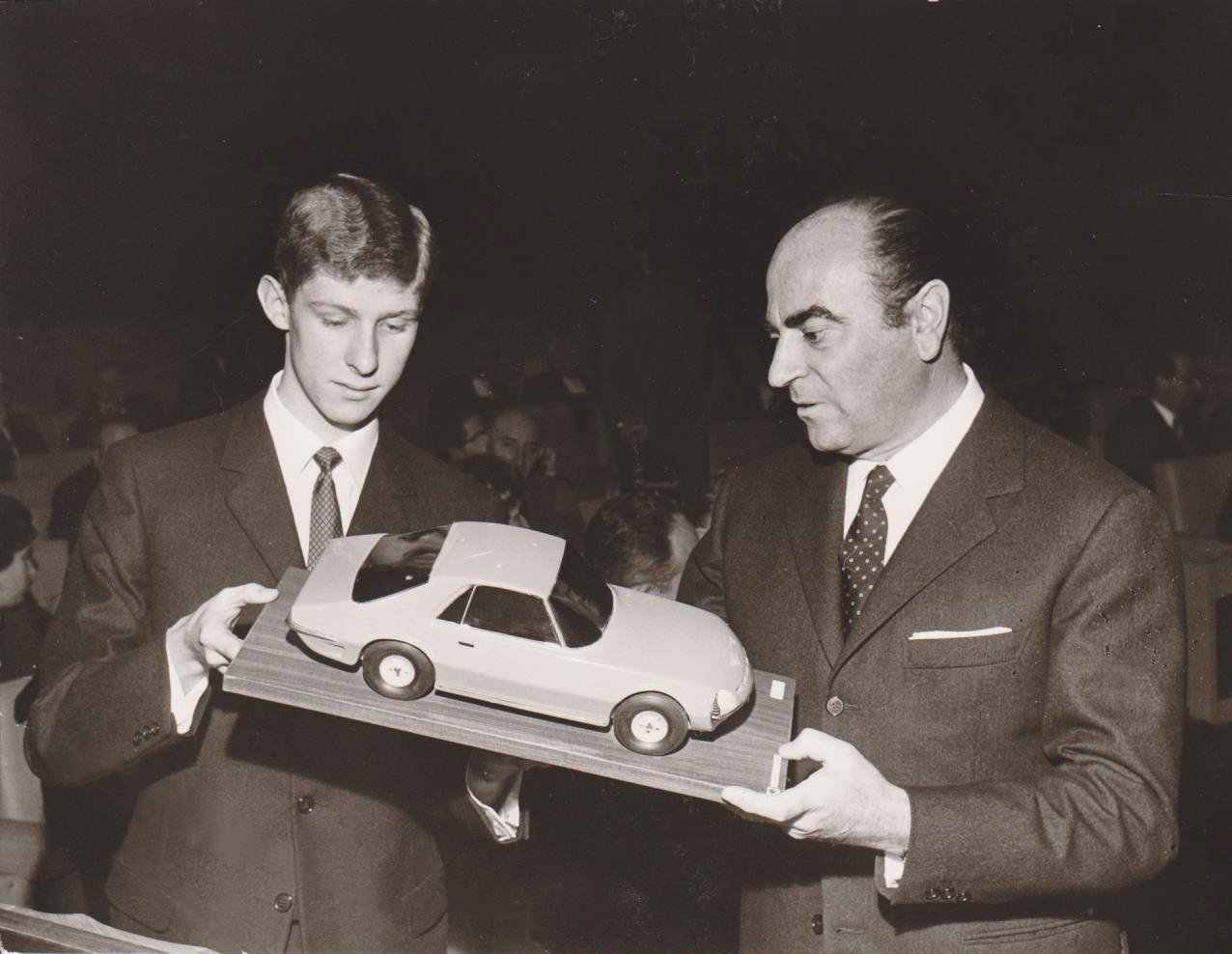
Fumia (izquierda) con "Grifo d'Oro" y Nuccio Bertone (derecha), en 1966.

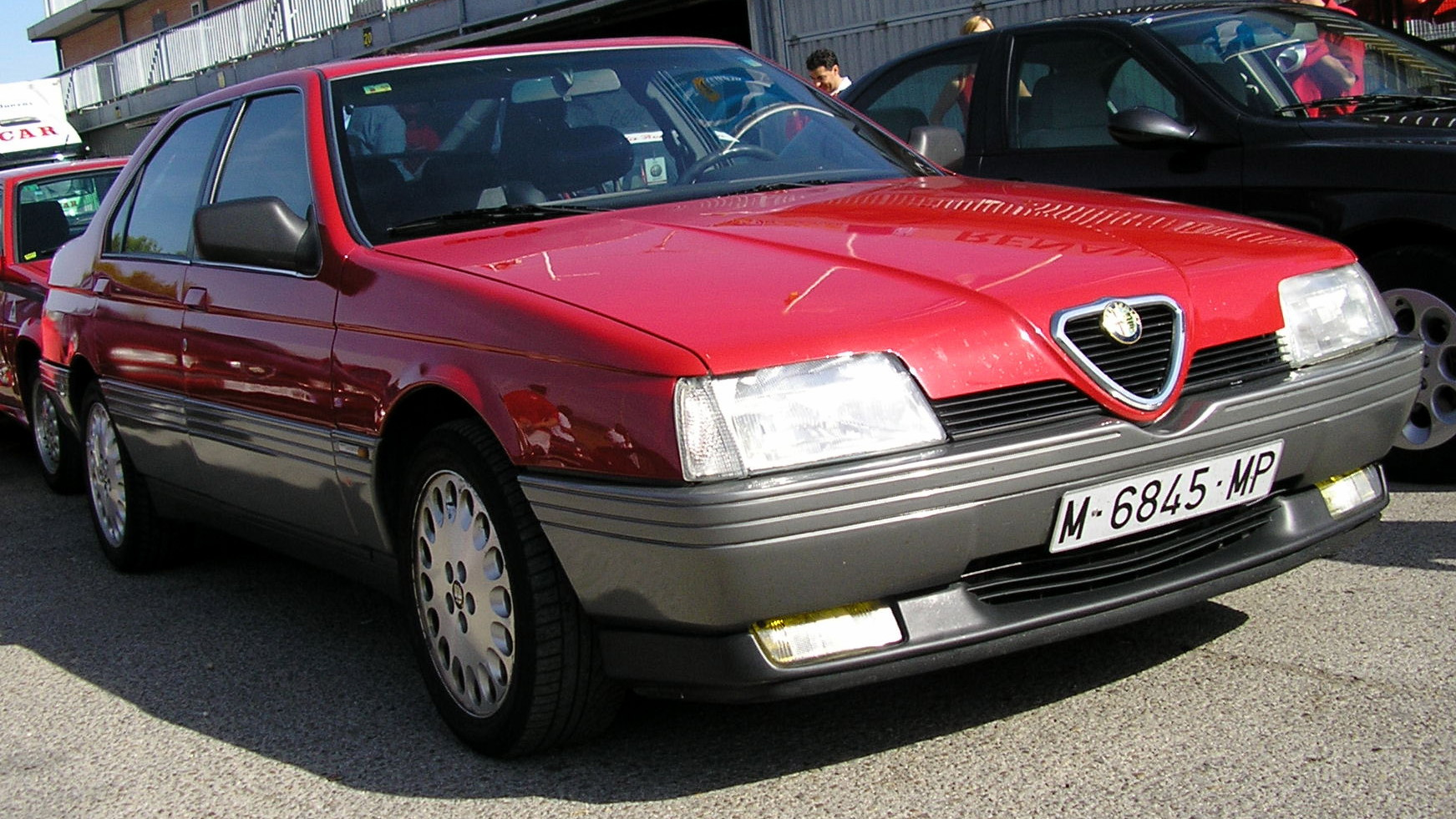
Alfa Romeo 164, una de las obras más conocidas de Fumia

Enrico Fumia (nacido el 16 de mayo de 1948) es un diseñador italiano de automóviles y productos. Es ampliamente conocido por su trabajo con la firma de diseño de automóviles Pininfarina, donde colaboró en el diseño y el desarrollo de una nueva versión deportiva del Alfa Romeo, que incluía tracción delantera y motores montados transversalmente. Actualmente dirige Fumia Design Studio.

## Biografía
A los 18 años ganó el "Grifo D'Oro" otorgado por Bertone en la categoría júnior y trabajó como freelance en la parte delantera del Siata Spring, un spider basado en el Fiat 850.
En 1976, se graduó en ingeniería aeronáutica en la Universidad Politécnica de Turín con una tesis elaborada en el túnel de viento de Pininfarina, donde fue contratado ese mismo año. En 1981, creó los prototipos del Audi Quartz Quattro y el Fiat Coupé Brio, y al año siguiente diseñó el Alfa Romeo 164, que salió a la venta en 1987. A partir de ese año, desarrolló el diseño del Alfa Romeo GTV y el Alfa Romeo Spider, presentados siete años después, y colaboró en el Ferrari F90, un modelo de edición limitada basado en el Testarossa, destinado al sultán de Brunéi.
Tras completar su formación profesional, Fumia ingresó en Pininfarina, donde permaneció hasta 1991. Inicialmente, fue responsable del diseño de prototipos y estudios, y a partir de 1989 dirigió el departamento de Diseño y Desarrollo. Su primer trabajo de renombre internacional fue el prototipo de diseño del Audi Quattro Quartz, un elegante coupé hatchback basado en la base técnica del Audi Quattro. Posteriormente, Fumia adoptó algunos elementos de diseño del Quartz para vehículos de producción. Esto se aplica, por ejemplo, al capó que se extiende hasta los flancos del coche y a los faros redondos empotrados; también se pueden encontrar modificados en la segunda generación del Alfa Romeo Spider (916), cuya forma Fumia desarrolló en 1987. Otros trabajos de Fumia para Pininfarina incluyen la carrocería del Alfa Romeo 164.

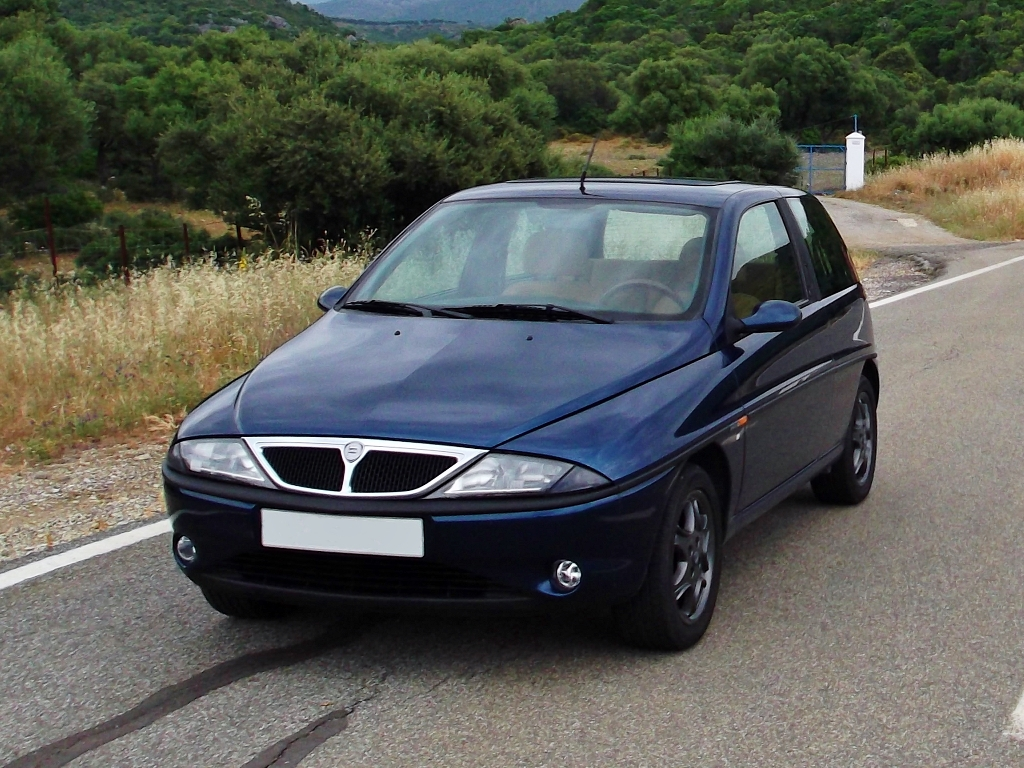
El Lancia Y de 1996, una de las creaciones más exitosas del diseñador italiano

Dejó el taller de carrocería de Turín en 1991, año en el que fue llamado a dirigir el Centro Stile Lancia, y al año siguiente vio la luz su creación más famosa, el primer Lancia Y de serie, que entró en producción en 1995. Posteriormente trabajó en el diseño interior del Maserati 3200 GT.
En 1991, Fumia asumió la dirección del Centro Stile Lancia de la marca Fiat. Entre otras cosas, fue responsable de la carrocería del Lancia Y, lanzado en 1995. Fumia también diseñó el concepto inicial del Lancia Lybra; sin embargo, Michael Vernon Robinson se encargó del trabajo de detalle. A finales de los 90, Fumia finalmente diseñó el interior del Maserati 3200 GT.
En 1998, Fumia fundó su propio negocio con el diseñador Aldo Sessano. Ambos dirigieron brevemente el estudio de diseño Master Design International en Turín, donde desarrollaron estudios individuales sobre estructuras corporales multifuncionales.
En 1999 Fumia fundó su propia empresa con Master Design y en 2002 fundó Fumia Design Associati y Fumia Design Studio, que en 2009 se convirtió en Fumia Design Studio, con sede en Collegno, donde desarrolla conceptos principalmente para coches pequeños. Las creaciones de la empresa incluyen carrocerías para modelos compactos del fabricante chino Chery, que aún dirige en la actualidad.

## Carrera
- 1966: Fumia gana el concurso de diseño Grifo d'Oro Bertone a los 18 años.[7] Ese mismo año, es responsable del diseño frontal de un Siata Spring.
- 1967: Colaboración con las revistas italianas Mark 3 y Autosprint.
- 1970: Colaboración con la oficina del conde Mario Revelli di Beaumont.
- 1976: Se graduó como Ingeniero Aeronáutico en el Politécnico de Turín con una tesis experimental sobre la aerodinámica de vehículos, probada en el Túnel de Viento de Pininfarina. Ese mismo año, fue contratado por Pininfarina, a cargo de Diseño Industrial y de Estilismo, Preingeniería, Maquetas y Fabricación de Prototipos.
- 1982: Gerente de I+D de Pininfarina - Desarrollo de Maquetas y Prototipos.
- 1988: Gerente de I+D de Pininfarina - Diseño y Desarrollo.
- 1989: Deputy General Manager at Pininfarina R&D.
- 1991: Director del Centro Stile Lancia en Fiat Auto.
- 1996: Director de Diseño Diversificado en Fiat Auto.
- 1999: Colaboración con Aldo Sessano en Master Design Intl.
- 2002: Fumia Design Associati - Estudio de Diseño e Ingeniería.[8]
- 2009: Fumia Design Studio - Estudio de Diseño Creativo.[9]

## Diseños notables de coches
- 1966 - Grifo D'Oro Bertone
- 1966 - Siata Spring (frontal)[10]
- 1977 - Menarini SL (dashboard)
- 1981 - Audi Quartz concept[11]
- 1981 - Fiat Coupé Brio concept[12]
- 1982 - Alfa Romeo 164[13]
- 1987 - Alfa Romeo GTV and Spider,[14] presentado tanto en 1994 como en 1995.
- 1988 - Ferrari F90[15][16]
- 1992 - Lancia Y
- 1992 - Lancia Lybra (parcialmente)[17]
- 1995 - Maserati 3200GT and Spyder - Coupé (interiores)[18]
- 1996 - Lancia Kappa Coupé[19]
- 2005 - Chery QQme (también conocido como Chery S16)[20][21]

## Galería

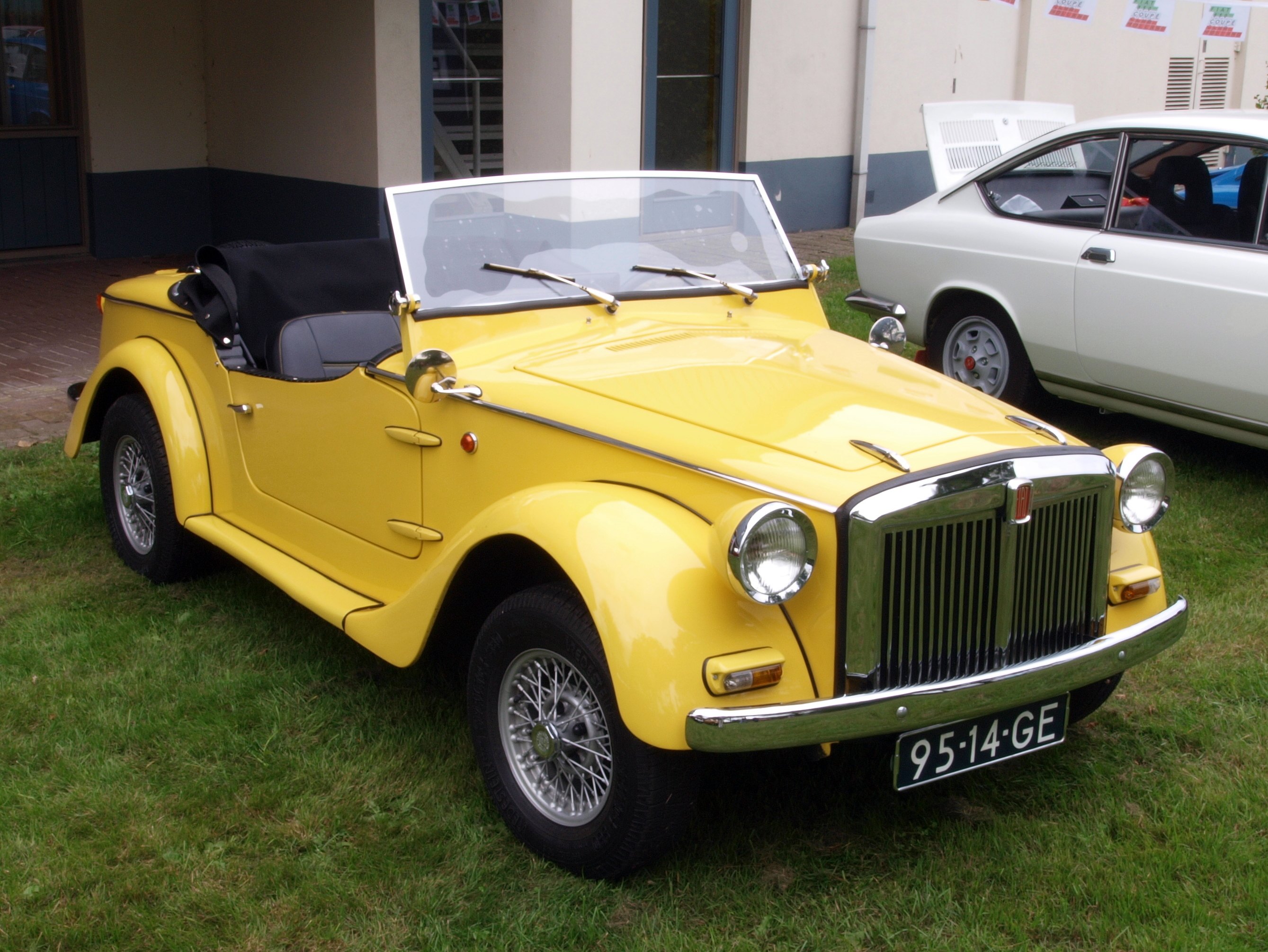
Siata Spring
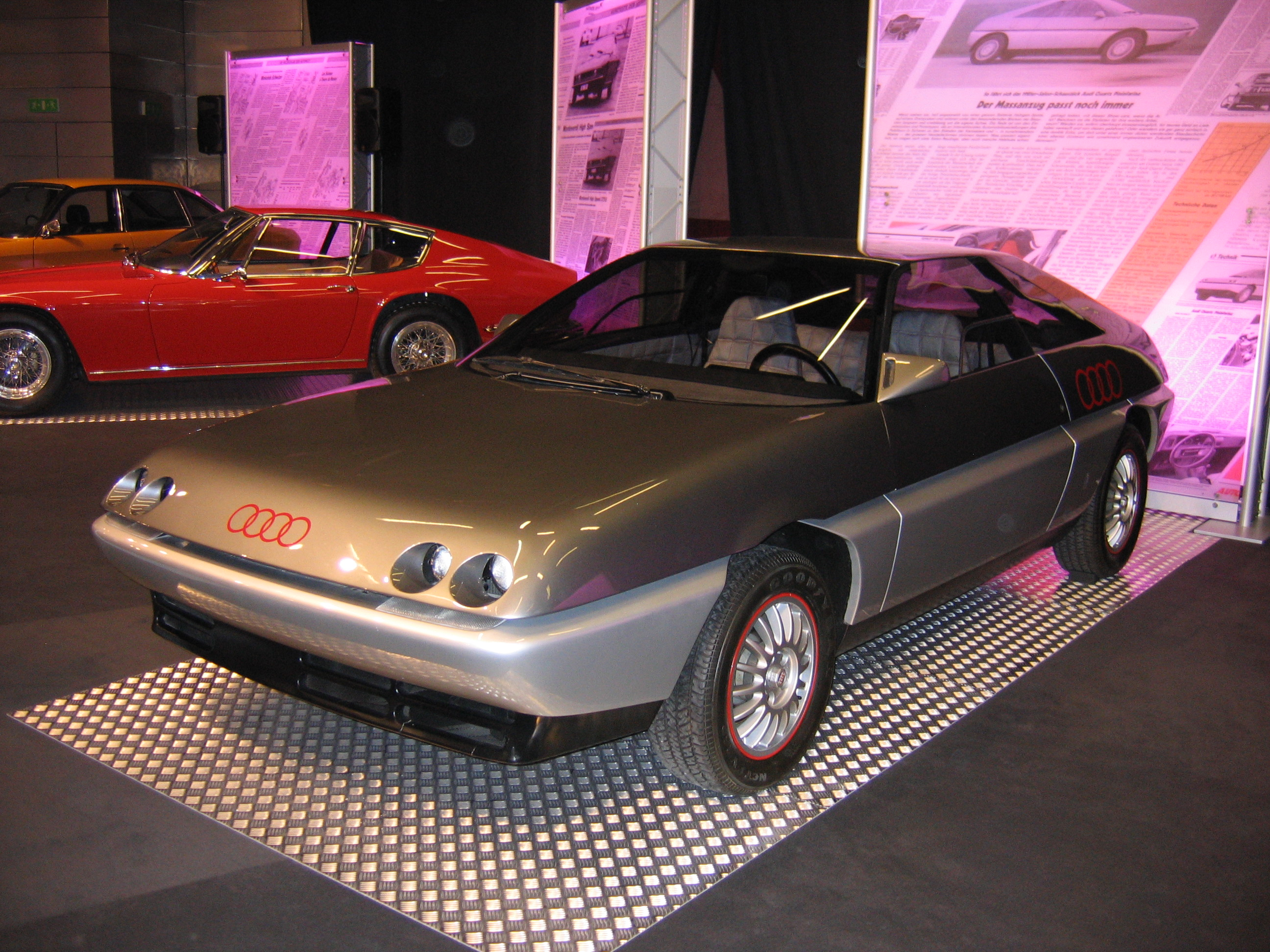
Audi Quartz
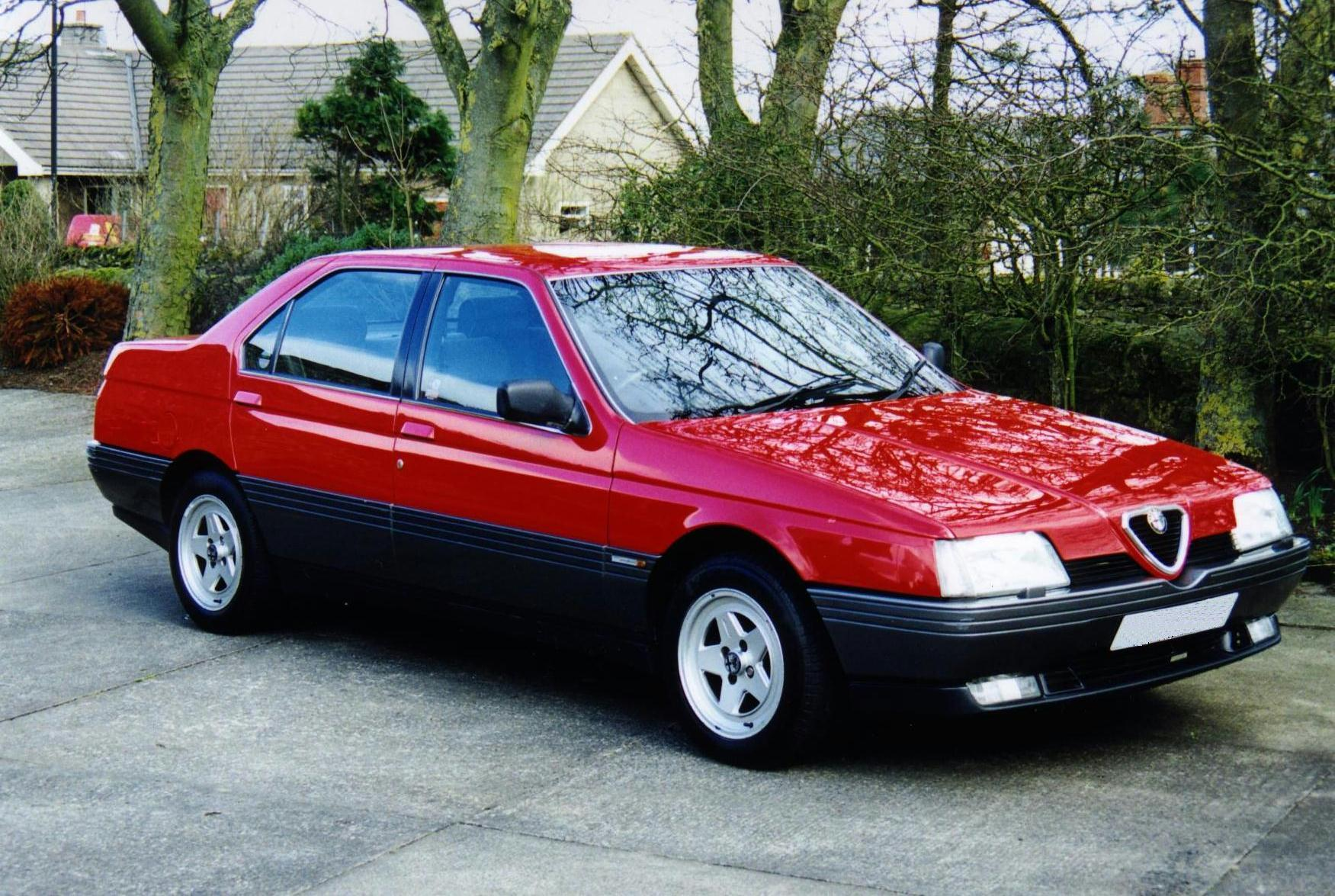
Alfa Romeo 164
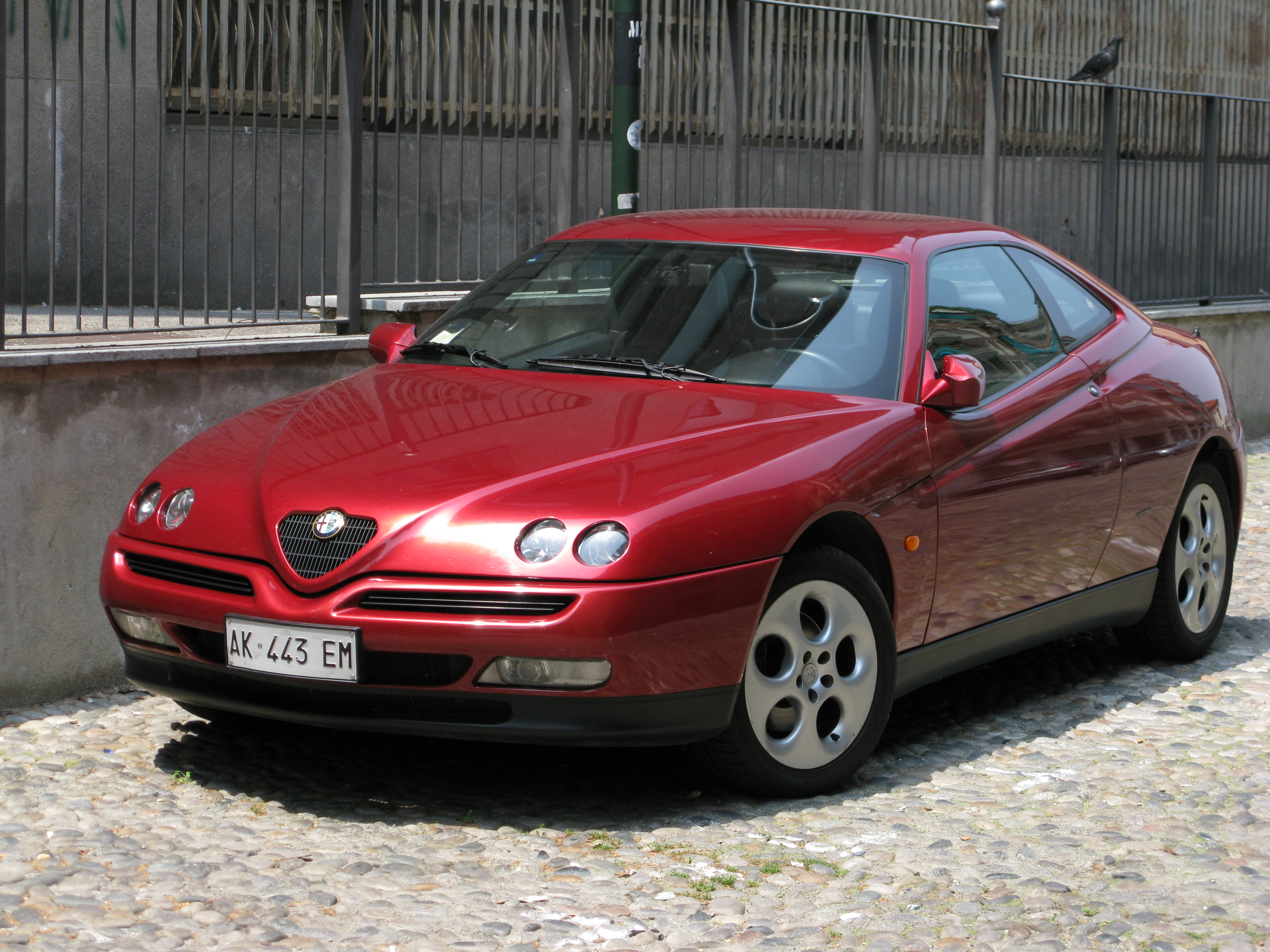
Alfa Romeo GTV
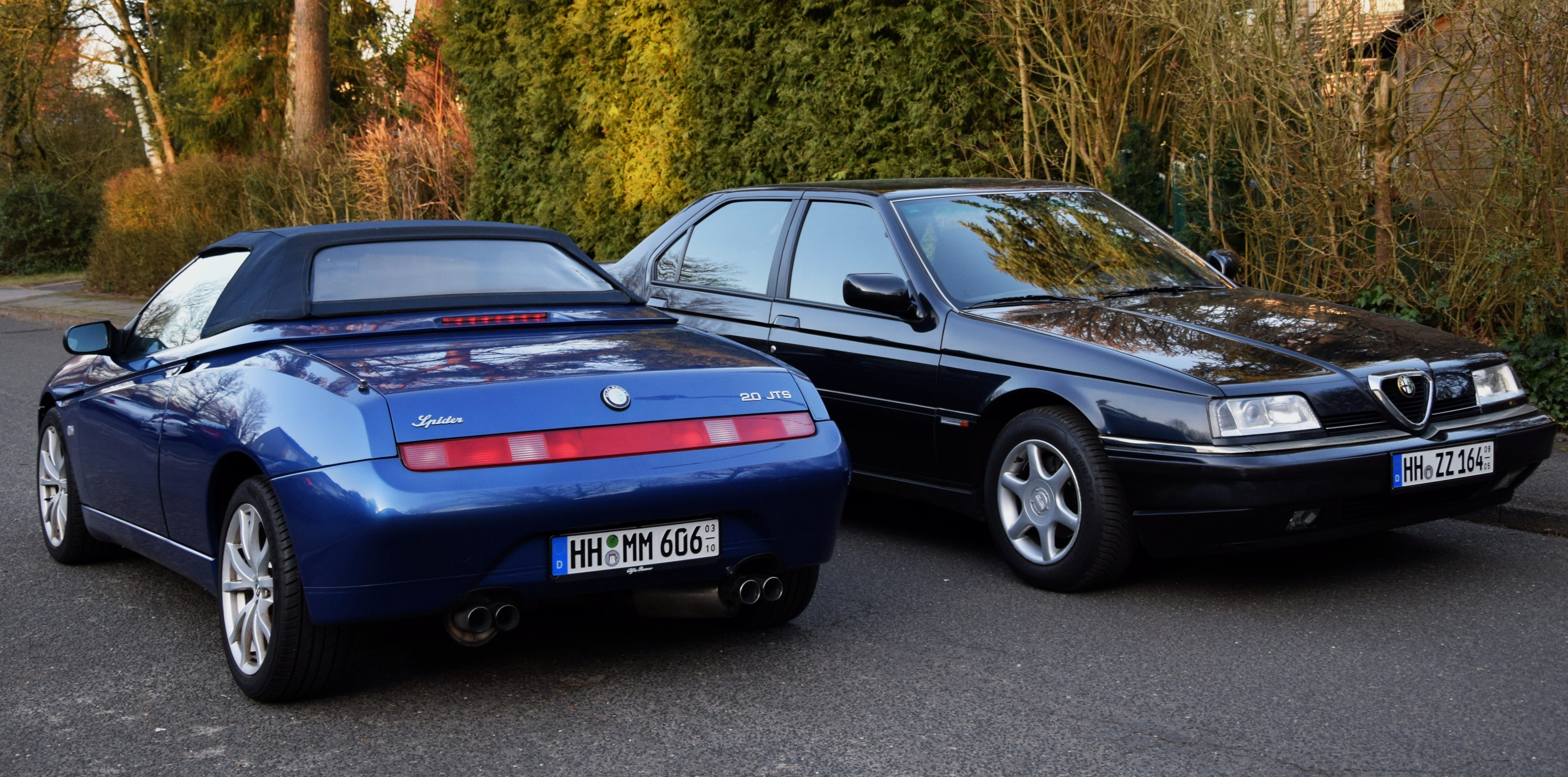
Alfa Romeo Spider y 164
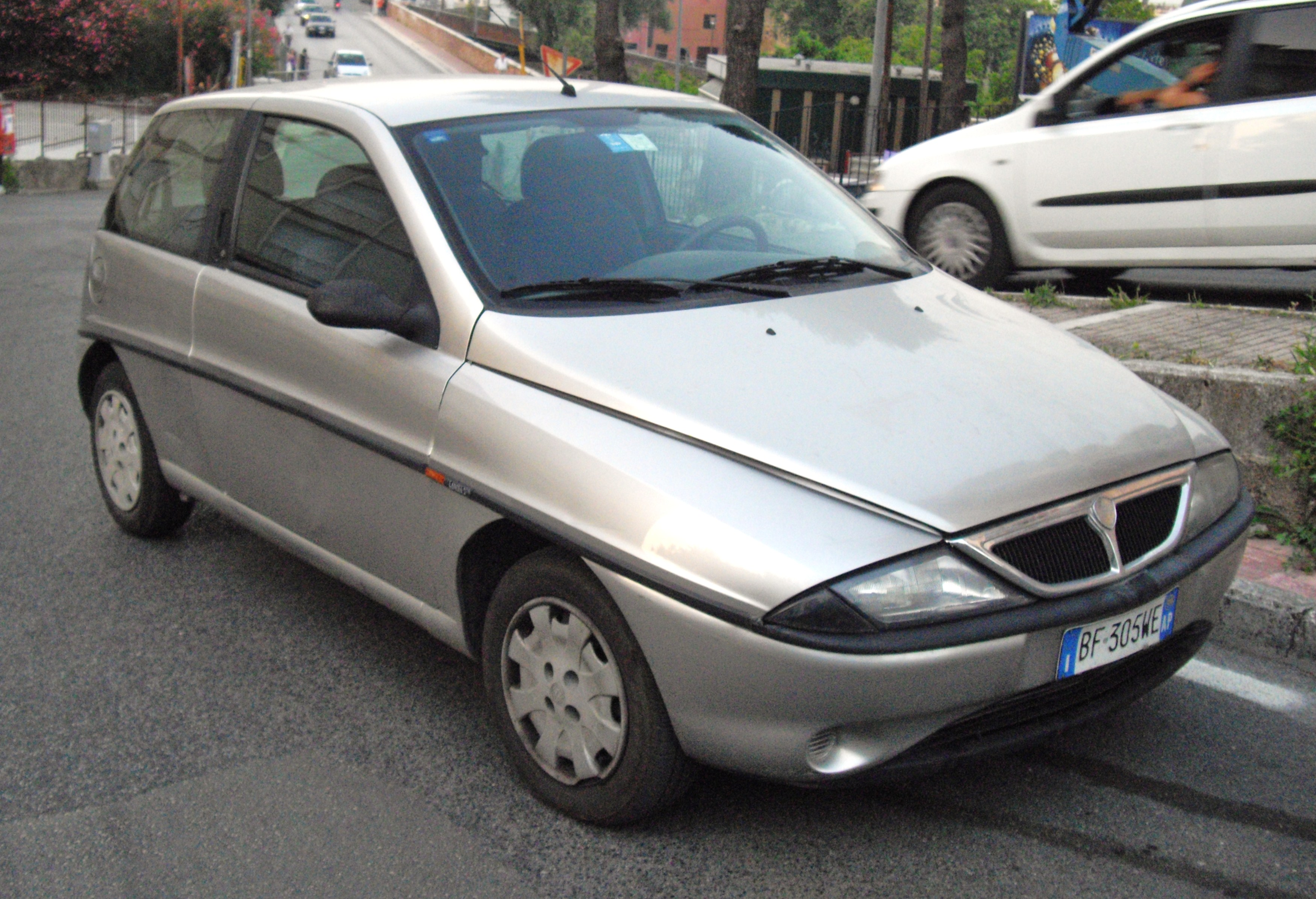
Lancia Ypsilon
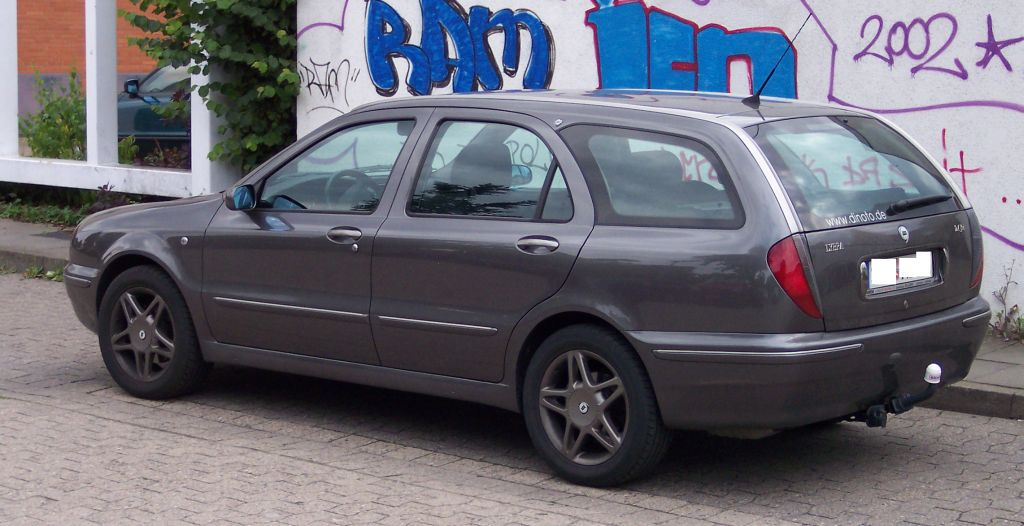
Lancia Lybra SW
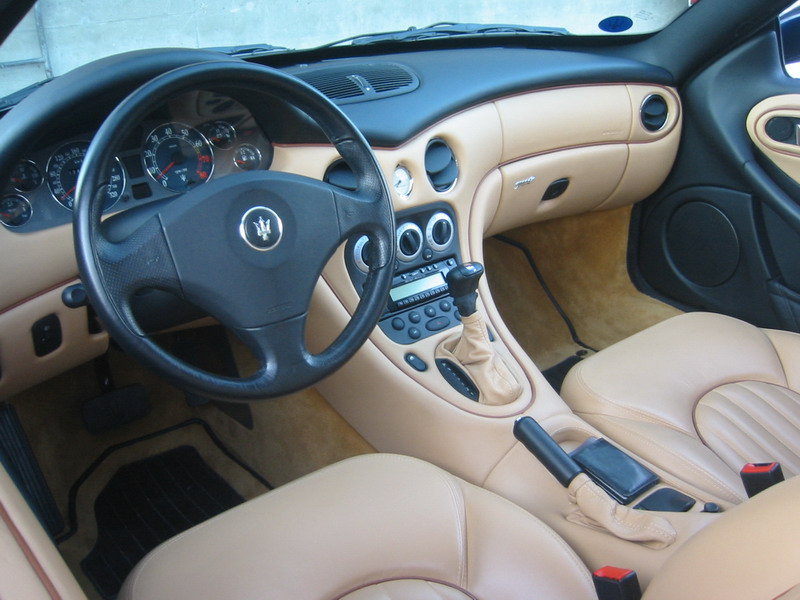
Interior del Maserati 3200 GT